# Maaseik
Maaseik er en by og en kommune i den belgiske provins Limburg i delstaten Flandern. Kommunen har et indbyggertal på godt 25.000 og et areal på 76,91 km². 
Navnet på byen betyder helt enkelt egetræet (nederlandsk eik) ved Maas, og byen ligger da også på venstre bred af floden, som her i øvrigt danner grænsen med Nederlandene.
På byens torv står der et monument til ære for malerbrødrene Jan van Eyck og Hubert van Eyck, som menes at stamme fra Maaseik.